# Super Prestige Pernod
De Super Prestige Pernod (SPP) was een regelmatigheidsklassement voor wielrenners dat bestond van 1959 tot en met 1987 en zijn intrede deed als opvolger van de Challenge Desgrange-Colombo. Het klassement dat werd gesponsord door de drankenfabrikant Pernod Ricard verdween doordat er een Franse wet kwam die alcoholreclame in de sport verbood.
Zowel eendags- als etappewedstrijden telden voor dit klassement. Velen beschouwden het als het wereldkampioenschap op punten en kenden er een hogere status aan toe dan aan het wereldkampioenschap op de weg, dat als een eendaagse wordt verreden en een hoog "loterijgehalte" heeft.
Het nadeel evenwel was de toenemende invloed van sponsors, waardoor het aantal wedstrijden waarin punten konden worden gescoord voortdurend toenam en bovendien niet altijd in overeenstemming was met hun klassieke waarde. Zo leverde in de laatste jaren van het bestaan een overwinning in de Ronde van Zwitserland aanzienlijk meer punten op dan minstens evenwaardige koersen als Parijs-Nice of de Dauphiné-Liberé.
Recordhouder is Eddy Merckx, die zevenmaal op rij, van 1969 tot en met 1975, eerste werd in het klassement. Jacques Anquetil en Bernard Hinault werden beiden viermaal eerste. Tweemaal werd een Nederlander gehuldigd als winnaar: Jo de Roo in 1962 en Jan Janssen in 1967. Tienmaal op rij was een Belg winnaar: in 1968 Herman Vanspringel, daarna zevenmaal Eddy Merckx en in 1976 en 1977 Freddy Maertens.
Behalve de Super Prestige Pernod voor de beste renner internationaal werd ook een Prestige Pernod uitgedeeld aan de beste Franse renner, en een Promotion Pernod voor de beste Franse renner onder 25 jaar.
In 1984 werd ook de gelijkaardige FICP Wereldranglijst ingevoerd. In 1989 de UCI Wereldbeker. In 2005 schafte de UCI beide ranglijsten opnieuw af en werd met de UCI ProTour terug een regelmatigheidsklassement  ingevoerd.

## Eindrangschikking
| Jaar | Winnaar            | Tweede             | Derde              | Vierde             | Vijfde             |
| ---- | ------------------ | ------------------ | ------------------ | ------------------ | ------------------ |
| 1959 | Henry Anglade      | Roger Rivière      | Noël Foré          | Rik Van Looy       | Gérard Saint       |
| 1960 | Jean Graczyk       | Pino Cerami        | Gastone Nencini    | Raymond Mastrotto  | Rik Van Looy       |
| 1961 | Jacques Anquetil   | Raymond Poulidor   | Rik Van Looy       | Gilbert Desmet I   | Nino Defilippis    |
| 1962 | Jo de Roo          | Jef Planckaert     | Emile Daems        | Rik Van Looy       | Jacques Anquetil   |
| 1963 | Jacques Anquetil   | Tom Simpson        | Raymond Poulidor   | Jo de Roo          | Rik Van Looy       |
| 1964 | Raymond Poulidor   | Jan Janssen        | Jacques Anquetil   | Rik Van Looy       | Benoni Beheyt      |
| 1965 | Jacques Anquetil   | Tom Simpson        | Ward Sels          | Raymond Poulidor   | Felice Gimondi     |
| 1966 | Jacques Anquetil   | Felice Gimondi     | Raymond Poulidor   | Jan Janssen        | Lucien Aimar       |
| 1967 | Jan Janssen        | Eddy Merckx        | Felice Gimondi     | Roger Pingeon      | Franco Balmamion   |
| 1968 | Herman Vanspringel | Felice Gimondi     | Jan Janssen        | Eddy Merckx        | Walter Godefroot   |
| 1969 | Eddy Merckx        | Felice Gimondi     | Herman Vanspringel | Raymond Poulidor   | Walter Godefroot   |
| 1970 | Eddy Merckx        | Herman Vanspringel | Luis Ocaña         | Eric Leman         | Felice Gimondi     |
| 1971 | Eddy Merckx        | Luis Ocaña         | Gösta Pettersson   | Joop Zoetemelk     | Cyrille Guimard    |
| 1972 | Eddy Merckx        | Raymond Poulidor   | Cyrille Guimard    | Yves Hézard        | Joop Zoetemelk     |
| 1973 | Eddy Merckx        | Luis Ocaña         | Felice Gimondi     | Joop Zoetemelk     | Freddy Maertens    |
| 1974 | Eddy Merckx        | Roger De Vlaeminck | Frans Verbeeck     | Raymond Poulidor   | Joop Zoetemelk     |
| 1975 | Eddy Merckx        | Roger De Vlaeminck | Francesco Moser    | Bernard Thévenet   | Freddy Maertens    |
| 1976 | Freddy Maertens    | Francesco Moser    | Joop Zoetemelk     | Eddy Merckx        | Lucien Van Impe    |
| 1977 | Freddy Maertens    | Roger De Vlaeminck | Bernard Hinault    | Joop Zoetemelk     | Francesco Moser    |
| 1978 | Francesco Moser    | Bernard Hinault    | Joop Zoetemelk     | Gerrie Knetemann   | Jan Raas           |
| 1979 | Bernard Hinault    | Giuseppe Saronni   | Joop Zoetemelk     | Francesco Moser    | Jan Raas           |
| 1980 | Bernard Hinault    | Fons De Wolf       | Francesco Moser    | Hennie Kuiper      | Giuseppe Saronni   |
| 1981 | Bernard Hinault    | Roger De Vlaeminck | Jan Raas           | Fons De Wolf       | Hennie Kuiper      |
| 1982 | Bernard Hinault    | Giuseppe Saronni   | Silvano Contini    | Tommy Prim         | Sean Kelly         |
| 1983 | Greg LeMond        | Sean Kelly         | Jan Raas           | Giuseppe Saronni   | Adrie van der Poel |
| 1984 | Sean Kelly         | Bernard Hinault    | Phil Anderson      | Laurent Fignon     | Francesco Moser    |
| 1985 | Sean Kelly         | Phil Anderson      | Greg LeMond        | Bernard Hinault    | Moreno Argentin    |
| 1986 | Sean Kelly         | Greg LeMond        | Claude Criquielion | Adrie van der Poel | Urs Zimmermann     |
| 1987 | Stephen Roche      | Sean Kelly         | Claude Criquielion | Charly Mottet      | Eric Vanderaerden  |